# Papilio castor
Papilio castor là một loài bướm thuộc họ Bướm phượng (Papilionidae). 
Loài Papilio castor được mô tả năm 1842 bởi Westwood. Loài bướm Papilio castor sinh sống ở .

## Hình ảnh

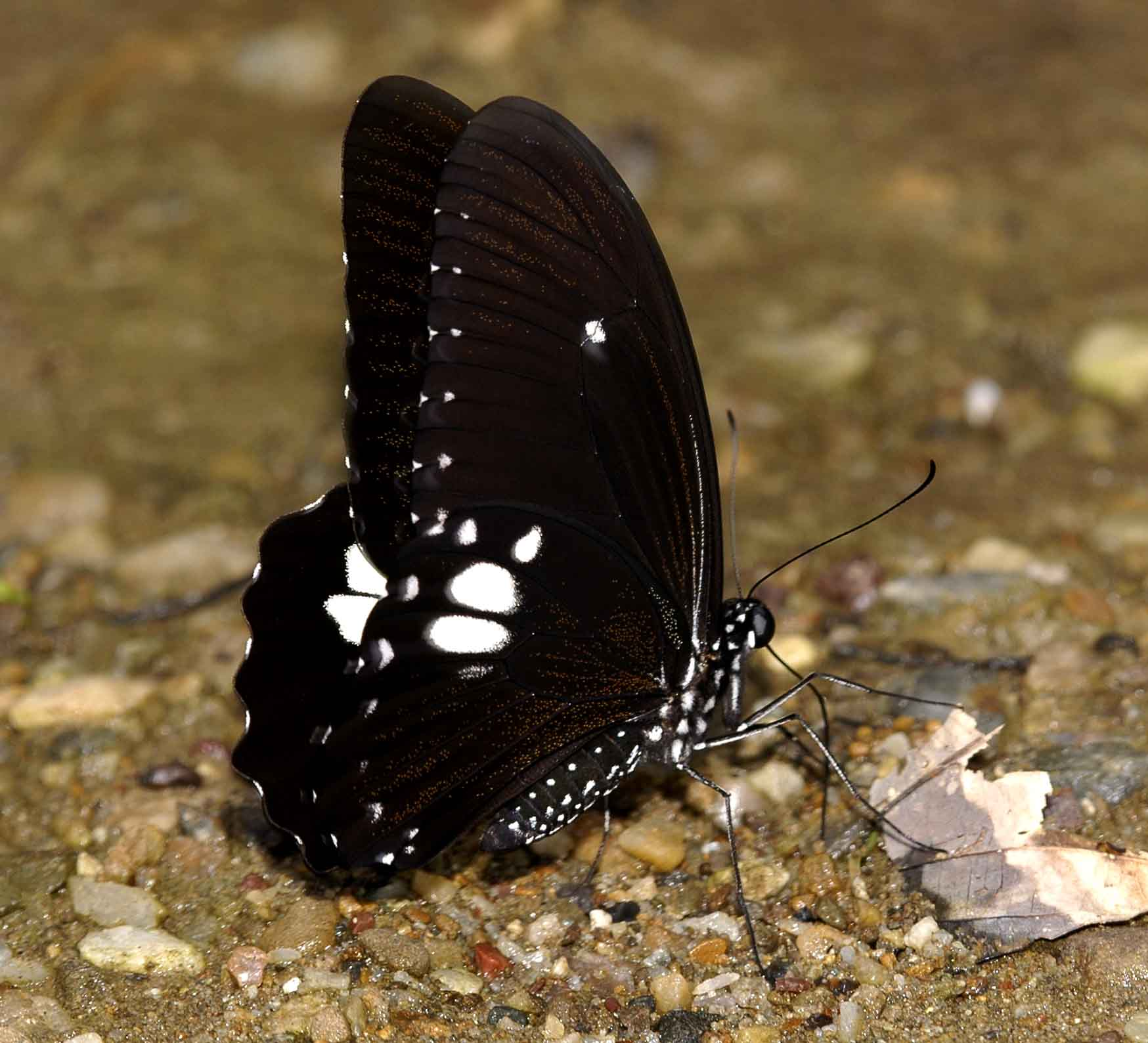
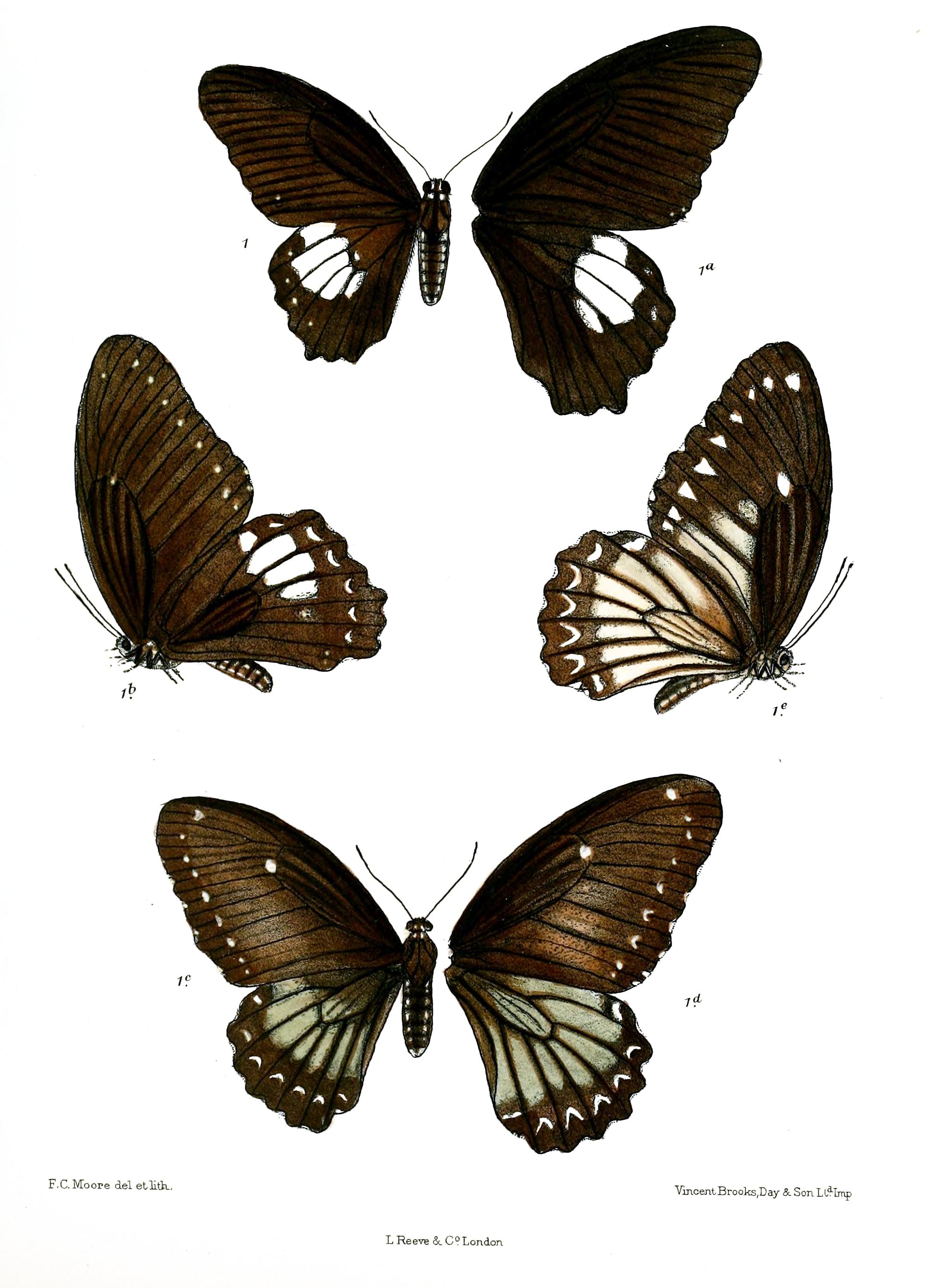
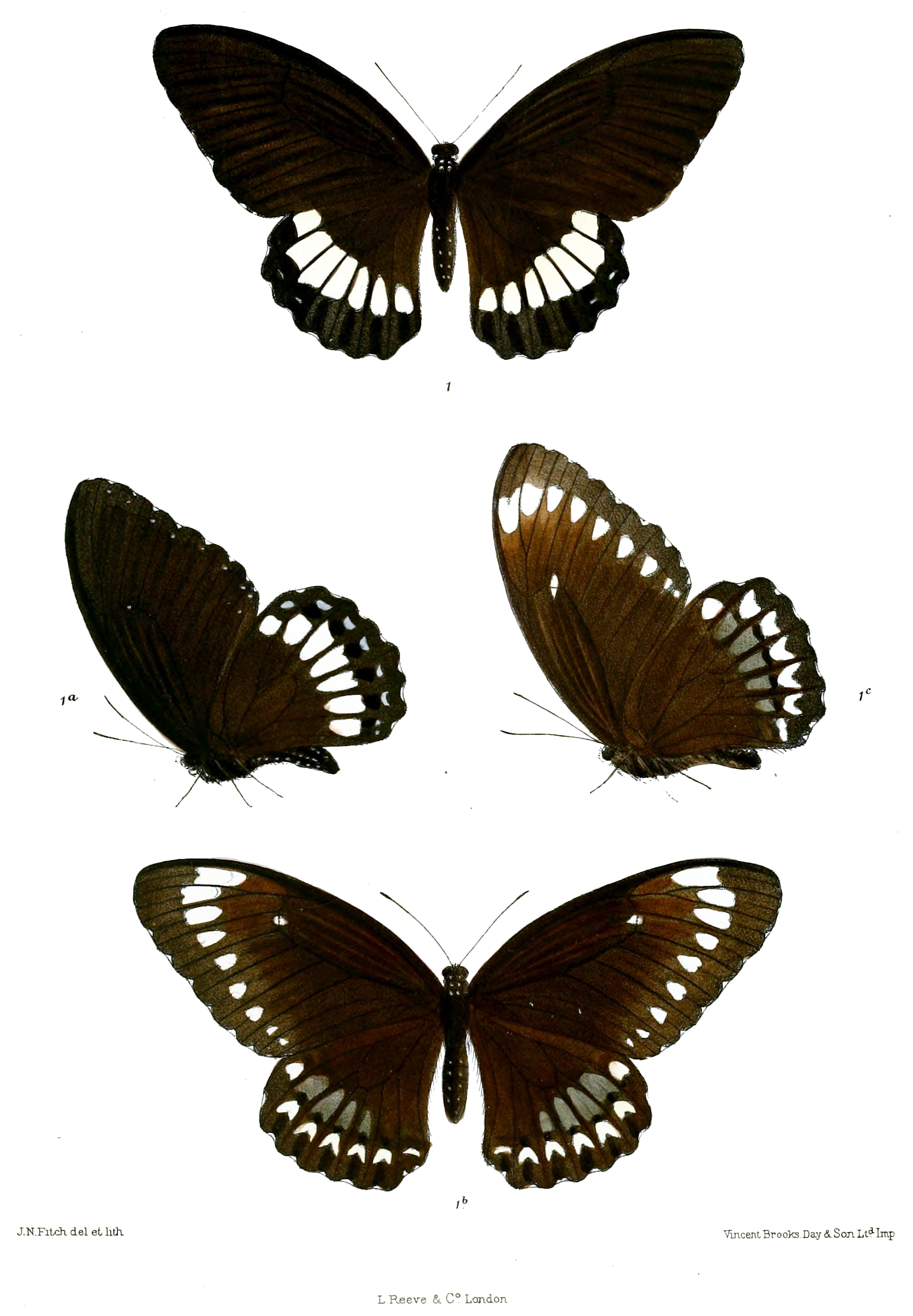
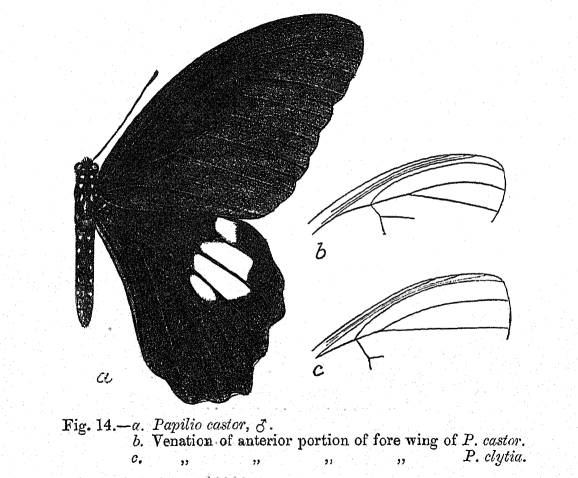
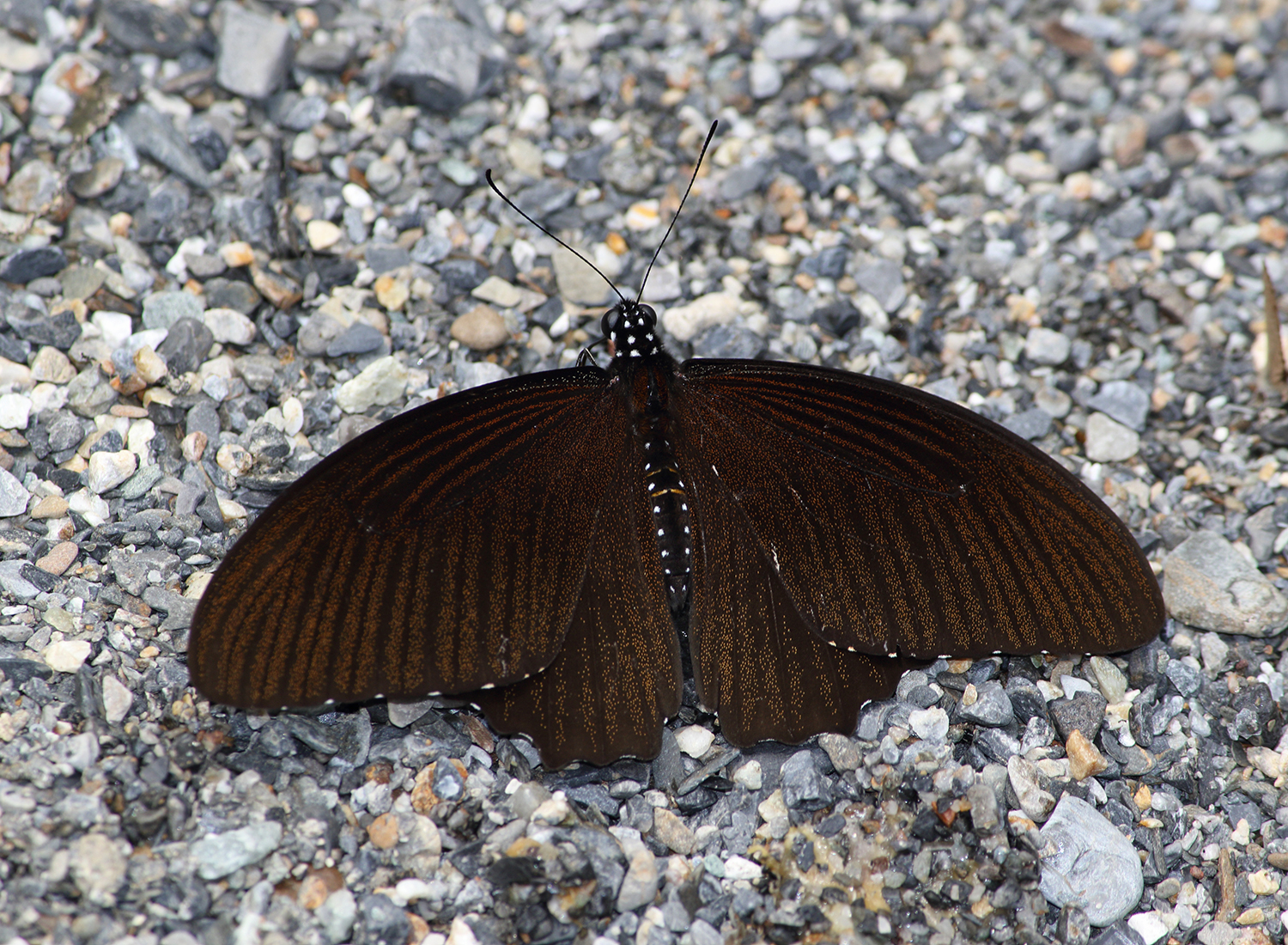